# 一氢化硅
一氢化硅（英語：Silylidyne）化学式为SiH，是一种自由基，发现于恒星以及固体硅表面单原子层中的物质，并推测在星际空间中也可能存在SiH。SiH可以通过实验方法获得，在低氢气分压条件下，用电弧轰击硅即可在表面生成SiH。

## 硅表面生成
用氢氟酸清洗固体晶体硅，即可在表面生成硅的氢化物层，当加热至750 K时，这些氢化层会分解成SiH。另一种在硅表面包裹一层氢化物层的方法是与原子氢或热SiH4反应生成.。只有在硅表面（111）晶面上才会生成纯的SiH，其他晶面则会产生其他二氢以及三氢化硅基团。

## 注意
不要把一氢化硅（次甲硅基自由基）SiH与次甲硅基≡SiH混淆，≡SiH包含一个三键，且氢原子可以被其他基团取代形成庞大的化合家族。已知其可作为钼的配体。

## 自然分布
1933年，在一个太阳黑子中首次注意到SiH，这是SiH在太空中首次被发现。随后又在太阳圆面、光球层和较冷恒星上发现。M型或S型蒭藁变星可能会发射SiH特征谱线。在更冷的棕矮星上，则没有发现SiH，取而代之的则是硅在低压下生成了一氧化硅（SiO）、在高压下生成了四氢化硅（SiH4）。推测这些天体中的SiO和SiH4与水反应过程中能短暂地生成少许SiH，才可被捕捉到。

## 性质
SiH的Si-H键能为80 kcal/mol。

### 光谱
其特征光谱带为A2Δ → X2Π跃迁引起，其更高的激发态为B2Σ−、C2Σ+、D2Δ、和E2Σ+。
SiH在激发态A态下寿命为530纳秒，然后衰变成基态X。